# Итальянка собирается замуж (телесериал, 1971)
«Итальянка собирается замуж» (исп. Muchacha italiana viene a casarse) — мексиканская 209-серийная мелодрама с элементами драмы 1971 года производства Telesistema Mexicano.

## Сюжет
Валерия и Гианна Донатти жили долго и счастливо в Неаполе, вдруг неожиданно их отец внезапно умирает и сёстрам пришлось переехать в Мехико. В столице сестёр обкрадывают до нитки и они фактически остаются на улице без сентаво в кармане, но консьерж отеля оказался очень добрым и разрешил сёстрам вселиться туда. Гианна внезапно потеряла сознание и её положили в больницу, но Валерии врачи ответили, что лечение будет дорогостоящим, вскоре при езде на такси попадает в автокатастрофу и её сестра Валерия.

## Создатели телесериала

### В ролях
- Анхелика Мария - Валерия Донатти
- Рикардо Блюме - Хуан Франсиско де Кастро
- Исабела Корона - Мария Мерседес де Кастро
- Чела Кастро - Фанни Иглессиас дель Кампо
- Мигель Мансано - Висенте
- Нелли Меден - Аналия де Кастро
- Аарон Эрнан - Патрисио де Кастро
- Сильвия Паскуэль - Гианна Донатти
- Рафаэль Банкельс - Хосеф
- Хортенсия Сантовенья - Тереса #1
- Алисия Монтойя - Тереса #2
- Мария Рубио - Елена Харрингтон'
- Сокорро Авелар - Дульсе
- Эдуардо Алькарас - Витторио Маглиони
- Эктор Гомес - Эдуардо
- Хавьер Руан - Эктор
- Магда Гусман - Аналия
- Лусия Мендес - Ракель
- Даниэла Росен - Сесилия
- Сесар дель Кампо - Рикардо
- Марта Завалета - Кармен
- Альфонсо Меса
- Эктор Флорес - Чато
- Сусана Досамантес
- Эрнесто Гомес Крус - Умберто
- Хосе Антонио Ферраль - Хайме
- Атилио Маринелли - Принц Андрес Орсини
- Хоакин Ариспе - Педро
- Игнасио Рубиэль - Начо
- Раймундо Капетильо
- Кристина Морено - Сильвия
- Эктор Саэс - Луис Альберто

### Административная группа
- оригинальный текст: Делия Гонсалес Маркес
- адаптация и телевизионная версия: Мигель Сабидо, Карлос Лосано Дана, Фернанда Вильели, Марисса Гарридо, Луис Рейес де ла Маса
- музыкальная тема заставки: "A dónde va nuestro amor", "Lo que sabemos del amor"
- композитор: Эдуардо Магальянес
- вокал: Анхелика Мария
- режиссёры-постановщики: Эрнесто Алонсо, Альфредо Салданья
- продюсер: Эрнесто Алонсо

## Ремейки
В 2014 году телекомпания Televisa выпустила ремейк — Итальянка собирается замуж с Ливией Брито и Хосе Роном в главных ролях.